# Mario Borghezio
Mario Borghezio (Torino, 3 dicembre 1947) è un politico italiano, esponente della Lega Nord. Europarlamentare dal 2001 al 2019, è stato espulso dai gruppi parlamentari IND/DEM nel 2006 e EDF nel 2013.

## Biografia

### Militanza giovanile nell'estrema destra
Laureato in giurisprudenza presso l'Università di Torino, esercita la professione di avvocato dal 1977. Prima di far parte della Lega Nord ha avuto esperienze sia nel movimento monarchico che negli ambienti dell'estrema destra extraparlamentare. Ha affermato di avere militato da giovane nel movimento Jeune Europe, un movimento internazionale di ispirazione nazionalista fondato da Jean Thiriart, uomo politico belga.
L'11 luglio 1976 viene fermato dalle autorità a Ponte San Luigi, valico di confine nei pressi di Ventimiglia, e trovato in possesso di una cartolina firmata "Ordine Nuovo" e indirizzata "al bastardo Luciano Violante" (magistrato allora impegnato in inchieste contro l'eversione di matrice neofascista). Il testo del messaggio, accompagnato da alcune svastiche e da un "Viva Hitler", era il seguente: "1, 10, 100, 1000 Occorsio". Vittorio Occorsio, anch'egli giudice protagonista della lotta contro il terrorismo nero, era stato ucciso appena due giorni prima in un agguato.
Nel 1979, nel corso delle indagini per "truffe e strane operazioni finanziarie che hanno per sfondo la fantomatica cooperativa «Aurora» di Borgaro Torinese, il giudice istruttore Accordon ha emesso sei mandati di cattura eseguiti dai Carabinieri del reparto operativo, tra i quali Mario Borghezio".

### Consigliere comunale e provinciale di Torino (1990-2001)
Esponente della Lega Nord, alle elezioni amministrative del 1990 si candida al consiglio comunale di Torino, tra le sue liste, venendo eletto consigliere comunale e riconfermato alle successive tornate elettorali del 1993 e del 1997.
Alle elezioni amministrative del 1999 viene candidato alla presidenza della Provincia di Torino, sostenuto dalla Lega Nord e dalla lista "Lavoratori e Pensionati Padani", ottenendo il 6,8% dei voti e non accedendo al ballottaggio del 27 giugno. Viene comunque eletto consigliere provinciale in quanto candidato presidente non eletto.
Dal 2004 al 2011 è stato presidente nazionale della Lega Nord Piemonte, sezione nazionale piemontese della Lega Nord, con Roberto Cota come segretario nazionale.

### Deputato Lega Nord (1992-2001)

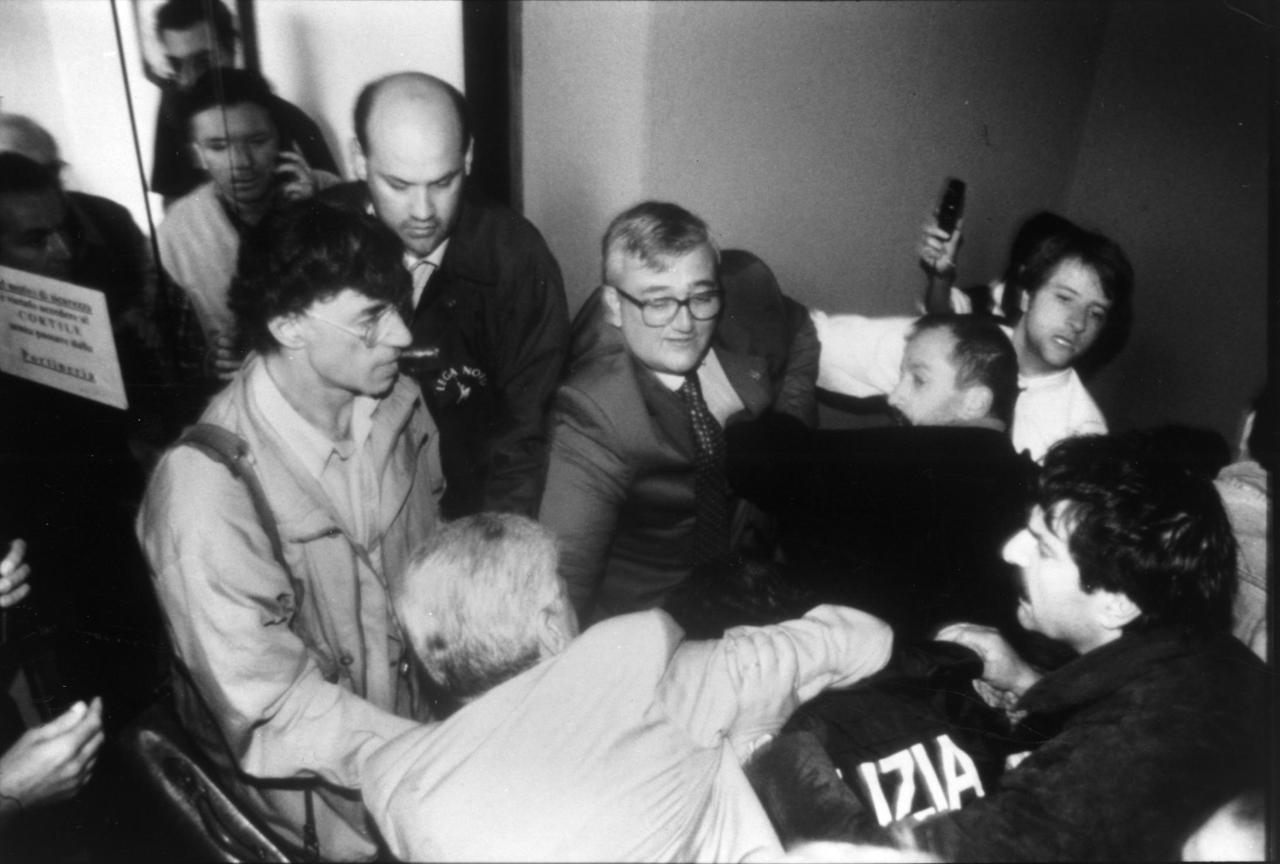
Borghezio che, assieme a Davide Caparini e Umberto Bossi, fa resistenza alla perquisizione della DIGOS nell'ufficio di Roberto Maroni nella sede della Lega Nord nel 1996.

Ha ricoperto la carica di deputato alla Camera dal 1992 al 2001 per tre legislature. Nel 1998 fonda insieme a Max Bastoni, Omar Tonani ed Enrico Pau i Volontari Verdi, associazione vicina alla Lega Nord col proposito di esercitare delle ronde. È stato anche presidente dell'autoproclamato Governo della Padania dal 1999 al 2004.

#### Sottosegretario alla giustizia (1994-1995)
Borghezio divenne sottosegretario di Stato al Ministero di grazia e giustizia nel primo governo presieduto da Silvio Berlusconi.

### Eurodeputato Lega Nord (2001-2019)

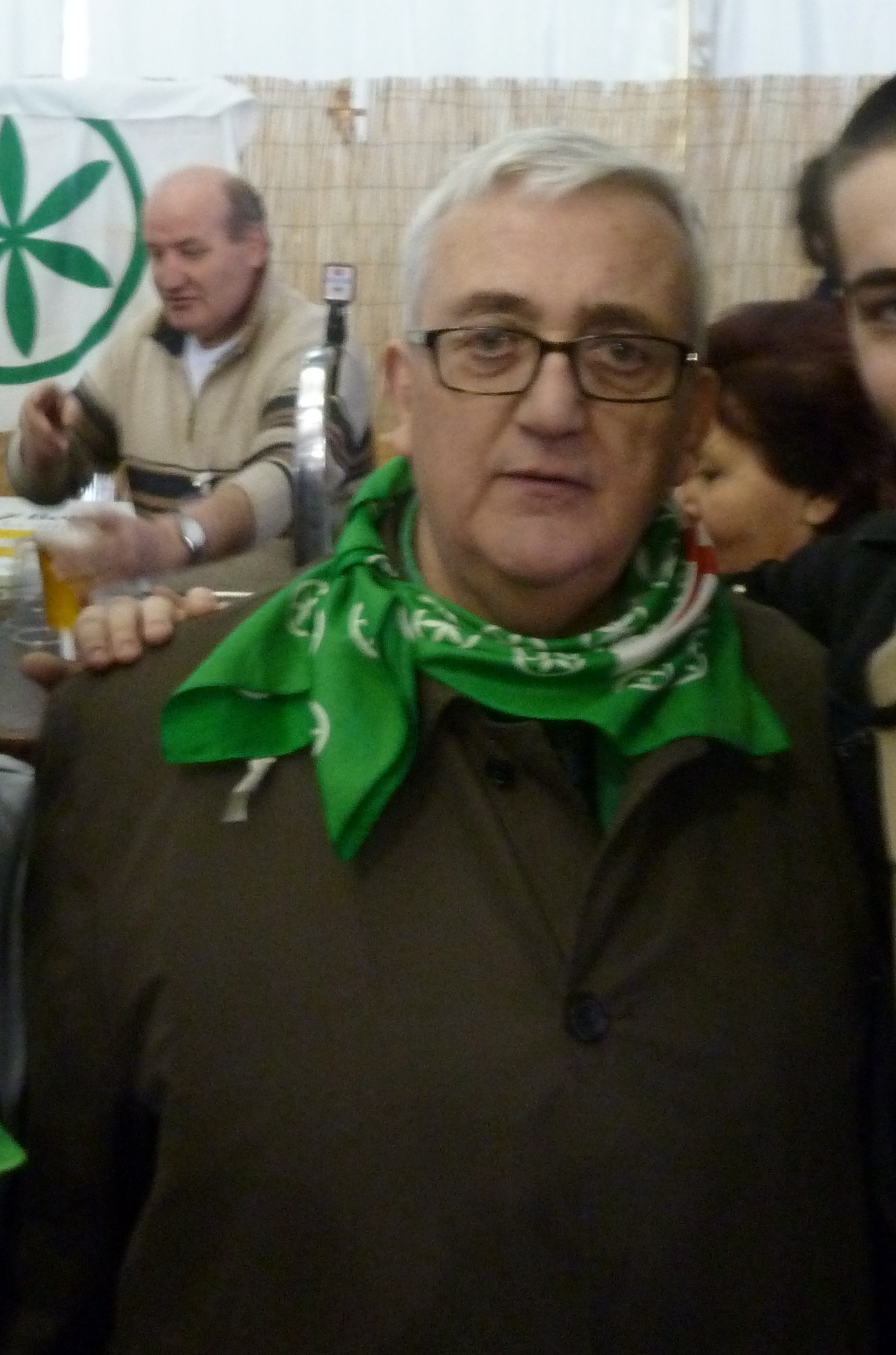
Borghezio a Pontida nel 2013

Nel 2001 diventa membro del Parlamento europeo, al quale è stato rieletto nel 2004 per la lista della Lega Nord nella circoscrizione nord-ovest, ricevendo 35 000 preferenze; è stato rieletto alle europee del 2009 con 48 290 preferenze. Iscritto inizialmente, così come gli altri parlamentari della Lega, al gruppo euroscettico nazionalista Indipendenza e Democrazia, dal 27 aprile 2006 è passato al gruppo dei non iscritti.
Nel marzo 2006 infatti Indipendenza e Democrazia aveva espulso temporaneamente i parlamentari della Lega per divergenze sulla gestione dei fondi del gruppo e a causa delle provocazioni di Roberto Calderoli in seguito alla pubblicazione delle caricature di Maometto sullo Jyllands-Posten che hanno portato alle dimissioni di quest'ultimo dal governo. In seguito si è iscritto all'eurogruppo Unione per l'Europa delle Nazioni.
Borghezio è membro della Commissione per le libertà civili, la giustizia e gli affari interni; della Commissione per le petizioni; della Commissione per il mercato interno e la protezione dei consumatori; della Commissione per l'industria, la ricerca e l'energia; della Delegazione alla commissione parlamentare mista UE-Romania; della Delegazione all'Assemblea parlamentare paritetica ACP-UE. Il 19 gennaio 2001 è stato aggredito su un tram in centro a Torino e colpito da uno sconosciuto, che poi è fuggito a piedi.
Nel luglio del 2005, durante un intervento del presidente della Repubblica Carlo Azeglio Ciampi al Parlamento europeo si è reso protagonista, insieme ad altri parlamentari della Lega Nord, di una contestazione contro l'introduzione dell'euro, da lui considerato colpevole dello stato di crisi dell'economia italiana. Per questo motivo è stato fatto allontanare dall'aula.
La sera del 17 dicembre del 2005 Borghezio subisce un pestaggio in treno sulla tratta Torino-Milano. Riconosciuto il parlamentare europeo in uno scompartimento, un gruppo di no-global lo ha raggiunto e ha iniziato a percuoterlo minacciando di gettarlo dal treno in corsa. Gli attaccanti sono stati ostacolati nel loro obbiettivo dall'intervento di due agenti in borghese della Polizia ferroviaria che nello scontro hanno riportato gravi contusioni. Il referto medico per l'esponente leghista, emesso al momento del ricovero all'ospedale di Chivasso, riportava di una "frattura ossea nasale e trauma cervicale distrattivo" con trenta giorni di prognosi. Borghezio e i no-global avevano preso parte a due distinte manifestazioni No TAV in Val di Susa. I carabinieri avevano sconsigliato in precedenza a Borghezio di salire su quel treno, considerandolo, vista la situazione, poco sicuro.
A febbraio 2006 la situazione si ripete a Livorno, dove Borghezio stava tenendo un comizio organizzato dalla Lega Nord Toscana; fuori dalla sala civica si raccoglie una manifestazione di un centinaio di no-global e di frange estremiste degli ultrà livornesi, dispersa dalla forze dell'ordine. L'11 settembre 2007, 6º anniversario dell'attentato alle Torri Gemelle, l'eurodeputato leghista è stato fermato dalla polizia prima di una manifestazione contro l'islamizzazione dell'Europa a Bruxelles. Borghezio racconta di essere stato malmenato, prima di essere fermato insieme a un'altra ventina di persone.
In realtà i fermati sono oltre 150, compresi il leghista, il leader e il presidente del partito fiammingo di estrema destra, il Vlaams Belang, Filip Dewinter e Frank Vanhecke. Tutti i fermati sono stati caricati su furgoni con i vetri oscurati e portati al palazzo di giustizia. Poco dopo le 18 Borghezio ha lasciato il palazzo di giustizia di Bruxelles. La manifestazione anti-islam era stata vietata dal comune di Bruxelles, nonostante ciò gli organizzatori (riuniti dalla sigla Stop the islamization of Europe) avevano annunciato che l'avrebbero comunque attuata. Il 21 marzo 2008 Borghezio ha partecipato al "Congresso contro l'islamizzazione" a Colonia, indetto dal movimento locale di destra Pro Köln.
Il sindaco di Colonia, Fritz Schramma, definì i manifestanti dei non-benvenuti "facinorosi camuffati da benpensanti, razzisti in abiti civili". La polizia tedesca sciolse la manifestazione per ragioni di ordine pubblico, trascinando via a forza Borghezio dal palco. Roberto Calderoli e Roberto Castelli presero le distanze, sostenendo che la partecipazione di Borghezio era avvenuta "a titolo personale". Nel 2009 è apparso in una video-inchiesta di Canal+ dal titolo Europe: ascenseur pour les fachos (Europa: ascensore per i fascisti). Invitato dalla Lega Nord a un «incontro di formazione» del movimento nizzardo identitario francese 'Nissa Rebela' (considerato di estrema destra dai media francesi), al termine dell'intervento si ferma a parlare con alcune persone, consigliando loro:
(Mario Borghezio)
Allo stesso incontro Borghezio propose «una sorta di scuola di formazione transnazionale per i quadri dei vari movimenti europei facenti riferimento al radicalismo identitario. Borghezio nel suo intervento, ripreso dalle telecamere di una rete della TV elvetica, non parla di una semplice scuola per dirigenti, ma per veri e propri "soldati" che "tengano testa fisicamente ai nemici". In Italia, il video non è stato notato dai media, salvo un comunicato stampa di Iacopo Venier (Partito dei Comunisti Italiani) e una citazione sul quotidiano l'Unità e su LA7. Il video appare anche all'interno del sito dell'MpS di Nichi Vendola.
Nell'agosto 2009 dichiara a Radio Padania Libera che avrebbe chiesto «in sede europea che tutti gli Stati membri tolgano il segreto apposto sugli avvistamenti UFO, e mi adopererò affinché anche coloro che ci rappresentano al Consiglio d'Europa facciano la stessa cosa». Il 27 maggio 2011, commentando l'arresto del generale serbo Ratko Mladić, accusato di genocidio e presunto responsabile del massacro di Srebrenica, in cui persero la vita oltre 8 000 civili, ha dichiarato: "Non ho visto le prove, i patrioti sono patrioti e per me Mladić è un patriota. Quelle che gli rivolgono sono accuse politiche".
Il 9 giugno 2011, Borghezio è stato arrestato dalla polizia in Svizzera e temporaneamente espulso dal Cantone dei Grigioni dopo aver tentato di entrare nell'hotel per conferenze della Suvretta House a Sankt Moritz, dove si è svolto l'incontro del Gruppo Bilderberg.
Il 6 luglio 2011 presenta un'interrogazione parlamentare sulla "Natura giuridica della proprietà dell'euro", chiedendo alla Commissione europea "a chi appartenga giuridicamente la proprietà dell'euro al momento della sua emissione".
Il 26 luglio 2011, a pochi giorni di distanza dagli attentati in Norvegia, intervenendo alla trasmissione La Zanzara di Radio 24, ha affermato che le idee espresse da Anders Breivik, l'autore degli attentati, in un documento diffuso on line «sono condivisibili», e rispondendo, a seguito alla "sintesi" di David Parenzo («quindi si può dire che... Breivik buone le idee pessimo il risultato»), «buone alcune... alcune delle idee espresse al netto della violenza; direi in qualche caso ottime». Le dichiarazioni dell'eurodeputato causarono accese controversie che portarono parte della Lega Nord a scusarsi pubblicamente con la Norvegia. 
A seguito delle dichiarazioni del politico leghista, la procura di Milano ha aperto un'inchiesta senza titolo di reato e senza indagati. Il 26 luglio 2011, sempre in relazione alla stessa vicenda, il consiglio federale della Lega Nord ha deciso di sospendere Mario Borghezio dal partito per il periodo di tre mesi. L'eurodeputato è considerato anche decaduto dalla carica di presidente nazionale della Lega Nord Piemonte. In occasione degli Europei di calcio ha dichiarato che Mario Balotelli, calciatore italiano di origine ghanese, è un "padano dalla pelle scura" e che vorrebbe averlo nella nazionale di calcio della Padania.
In data 3 luglio 2012, sempre alla trasmissione La Zanzara di Radio 24, ha rilasciato una dichiarazione molto criticata sul Presidente della Repubblica Giorgio Napolitano: "Fa bene Tosi a esporre la sua immagine: è vecchio, aggiungi un velo nero ed è pronto per il lutto". Persino il neoeletto leader della Lega Nord, Roberto Maroni, ha giudicato fuori luogo e sgradevoli le parole di Borghezio, il quale però non ha ritrattato e, anzi, ha rincarato la dose affermando che Maroni deve abituarsi al fatto che gli indipendentisti come lui sogliono parlare la lingua chiara, del popolo, e non il "politichese". Il 16 luglio ha, sorprendentemente, date le sue dure prese di posizione precedenti, invitato la Lega ad aprire alle associazioni di gay padani.

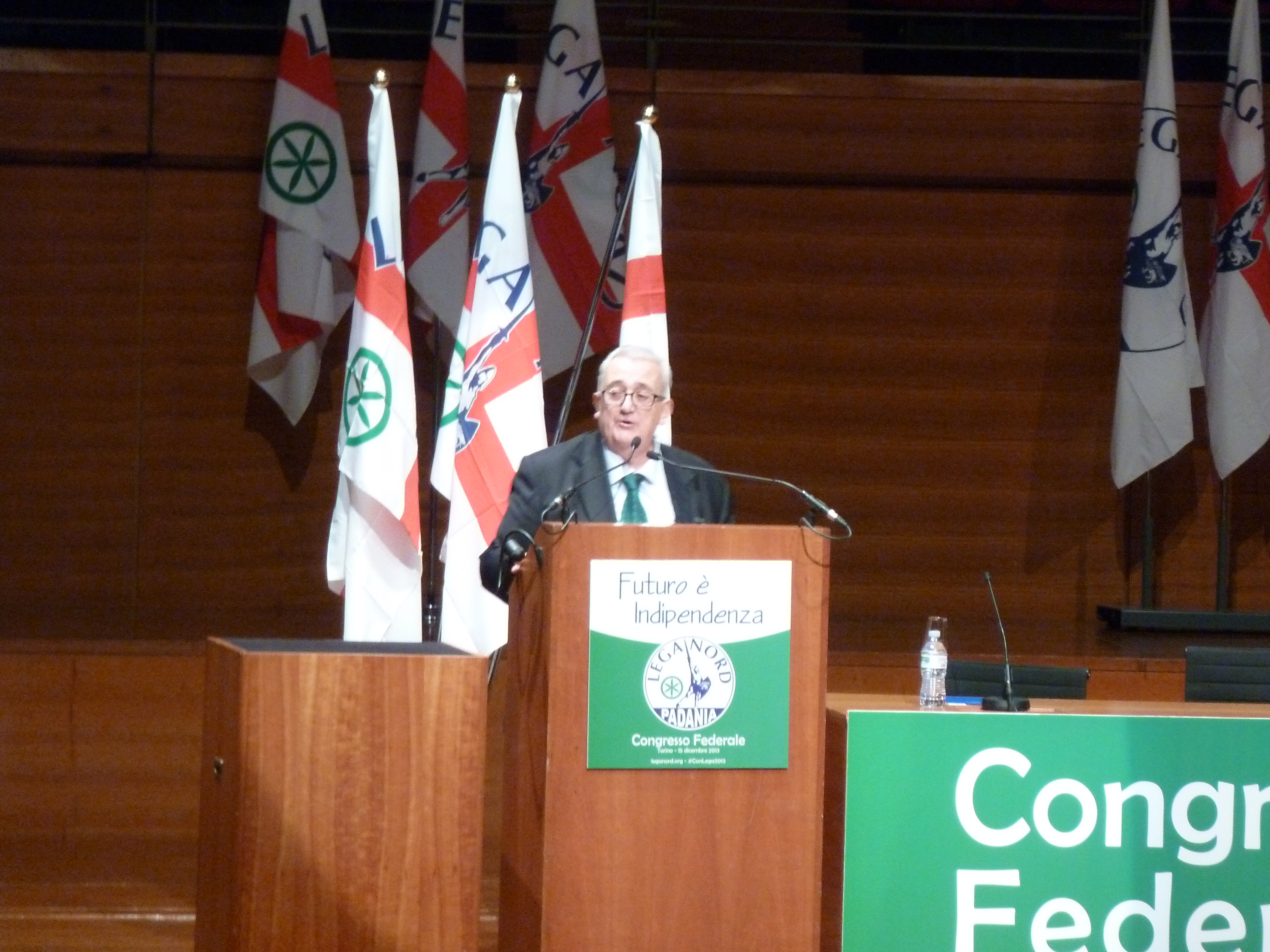
Borghezio al Congresso federale straordinario della Lega a Torino, 15 dicembre 2013

Il 29 aprile 2013 ha parlato, nel programma radiofonico sopracitato, della neo-ministra di origine congolese Cécile Kyenge utilizzando numerose frasi razziste: "Questo è un governo del bonga bonga, vogliono cambiare la legge sulla cittadinanza con lo ius soli e la Kyenge ci vuole imporre le sue tradizioni tribali, quelle del Congo. Lei è italiana? Il Paese è quello che è, le leggi sono fatte alla cazzo. [...] La parola 'negra' in Italia non si può dire ma solo pensare. Fra poco non si potrà neanche dire clandestino, si dirà sua eccellenza. [...] Mi sembra una brava casalinga, non un ministro del governo. [...] Gli africani sono africani, appartengono a un'etnia molto diversa dalla nostra. Non hanno prodotto grandi geni, basta consultare l'enciclopedia di Topolino. Diciamo che io ho un pregiudizio favorevole ai mitteleuropei. Kyenge fa il medico, gli abbiamo dato un posto in una Asl che è stato tolto a qualche medico italiano".
Il 22 maggio si autosospende dal suo gruppo al parlamento europeo a causa delle polemiche scatenate dalle sue frasi sul ministro per l'integrazione Cécile Kyenge. Il 3 giugno 2013 viene espulso dal gruppo dell'EDF.
Si ricandida alle elezioni europee del 2014 nella circoscrizione Italia centrale (che raccoglie i collegi di Lazio, Toscana, Umbria e Marche) risultando eletto con 5.837 preferenze, l'unico della Lega in questa circoscrizione anche grazie ai voti di CasaPound.
Non viene ricandidato dalla Lega alle elezioni europee del 2019.
Nel 2024 aderisce a Patto per il Nord, associazione che riunisce diverse sigle di ispirazione autonomista.

## Procedimenti giudiziari

### Violenza privata
Nel 1993 è stato condannato a pagare una multa di 750.000 lire per violenza privata su un minore in relazione a un episodio risalente al 1991, quando aveva trattenuto per un braccio un venditore ambulante marocchino di 12 anni per consegnarlo ai Carabinieri.

### Danneggiamento e incendio
Il 1º luglio 2000, al termine di una fiaccolata antidroga del «Coordinamento Piemonte dei volontari verdi», Borghezio viene ritenuto responsabile, insieme ad altri sette leghisti, di un incendio scoppiato presso i pagliericci di alcuni immigrati che dormivano sotto il ponte Principessa Clotilde di Torino (oggi ponte Carpanini). Nonostante la difesa di Borghezio, per cui l'incendio sarebbe stato causato accidentalmente da una torcia caduta di mano a un militante leghista durante la ronda, viene rinviato a giudizio e condannato in via definitiva dalla Corte di cassazione, nel luglio 2005, a due mesi e venti giorni di reclusione, commutati poi in una multa di 3.040 euro per concorso nel reato di danneggiamento seguito da incendio.

### Minaccia e oltraggio a pubblico ufficiale
Il 13 giugno 2015 viene sorpreso su un treno Thellò senza biglietto tra Ventimiglia e Nizza e, in seguito a insulti, minacce, intimidazioni e uno sputo al controllore italiano, fatto scendere dal capotreno francese alla successiva stazione di Mentone e denunciato al Tribunale di Imperia per minaccia e oltraggio a pubblico ufficiale, oltreché interruzione di pubblico servizio. Ottenuta una lunga sospensiva in attesa che si esprimesse il Parlamento europeo, a cui aveva chiesto l'immunità da ex europarlamentare, la successiva udienza era stata fissata al 19 aprile 2022.
Il 15 febbraio 2022 viene approvato dal Parlamento europeo con una schiacciante maggioranza (620 favorevoli, 71 contrari e 4 astenuti) la relazione della Commissione giuridica del 2 febbraio che propone "di non difendere i privilegi e le immunità di Mario Borghezio".

### Insulti razzisti a Cécile Kyenge
Il 18 maggio 2017 Borghezio viene condannato dal tribunale di Milano a pagare una multa di 1.000 euro e un risarcimento danni di 50.000 euro alla politica Cécile Kyenge per gli insulti razzisti rivolti all'allora ministra per l'integrazione durante la telefonata al programma radiofonico La Zanzara, in onda su Radio 24 il 29 aprile 2013. Il reato per cui è stato condannato è diffamazione aggravata da discriminazione razziale.

### Tentato furto di documenti storici
A novembre 2019 viene indagato dalla procura di Torino per un presunto tentativo di furto di documenti storici del valore di circa 100 000 euro dall'Archivio di Stato di Torino, a seguito di una segnalazione ai Carabinieri di una dipendente. Borghezio si è difeso negando ogni responsabilità.

## Nella cultura di massa
- Il documentario Camicie verdi - Bruciare il tricolore di Claudio Lazzaro dedica un capitolo a Borghezio.
- Nel 2006 il rapper Caparezza fa riferimento a un fatto che lo coinvolse nel brano Inno Verdano, presente in Habemus Capa:

(Caparezza, Habemus Capa, 2006)
- Il cantante Simone Cristicchi lo nomina nella canzone L'Italia di Piero, ironizzando sulle sue posizioni xenofobe:

(Simone Cristicchi, Dall'altra parte del cancello, 2007)